# Christof Prick
Christof Prick (* 23. Oktober 1946 in Hamburg) ist ein deutscher Dirigent und Hochschullehrer.

## Leben
Prick kam als Sohn des Konzertmeisters des Philharmonischen Staatsorchesters Hamburg Rudolf Prick auf die Welt. Er studierte an der Hochschule für Musik und Theater Hamburg bei Wilhelm Brückner-Rüggeberg.
Er war an folgenden Wirkungsstätten tätig:
- 1966–1970: Harvestehuder Studentenorchester Hamburg (von ihm begründet), Dirigent und Ehrendirigent[3][4][5][6][7]
- dazwischen: Hamburgische Staatsoper
- dazwischen: Staatstheater Darmstadt, 1. Kapellmeister[8]
- 1974–1977: Saarländisches Staatsorchester Saarbrücken, Generalmusikdirektor
- 1977–1985: Badische Staatskapelle Karlsruhe, Generalmusikdirektor
- 1978–1990: Dirigat von fast 100 Repertoirevorstellungen in der Wiener Staatsoper
- 1986–1990: Deutsche Oper Berlin, Staatskapellmeister
- 1989–1995: Bundesjugendorchester, Ständiger Dirigent
- 1992–1995: Los Angeles Chamber Orchestra, Music Director
- 1993–1996: Niedersächsisches Staatsorchester und Staatsoper Hannover, Generalmusikdirektor
- 2001–2010: Charlotte Symphony Orchestra, Music Director
- 2006–2011: Staatstheater Nürnberg, Generalmusikdirektor
- 2016–2017: Beethoven Orchester Bonn, Chefdirigent.

Als Gast dirigierte er außerdem an der Semperoper Dresden, der Metropolitan Opera New York, der  Lyric Opera Chicago und der San Francisco Opera.
Neben seinen Dirigaten nahm er von 1999 bis 2013 eine Professur für Dirigieren an der Hochschule für Musik und Theater Hamburg wahr.
Zu seinen Einspielungen zählt etwa 1988 die Aufnahme von Franz Schmidts selten gespielter Oper Notre Dame.
Prick und seine Frau Ulrike, eine Schauspielerin, leben in Deutschland. Im amerikanisch-englischen Sprachraum tritt er unter dem Namen Christof Perick auf.
Am 5. Oktober 2017 erlitt Prick im Verlauf seines Dirigats einer Aufführung des Freischütz an der Hamburgischen Staatsoper in der Pause einen nicht näher spezifizierten medizinischen Notfall; die Vorstellung wurde daraufhin abgebrochen.
Der Dirigent erholte sich in kurzer Zeit von dem Vorfall und geht seitdem vor allem als Konzertdirigent weiterhin seinem Beruf nach.
Die Schauspielerin Käthe Gothe war seine Großmutter.